# Chuyến bay 38 của British Airways

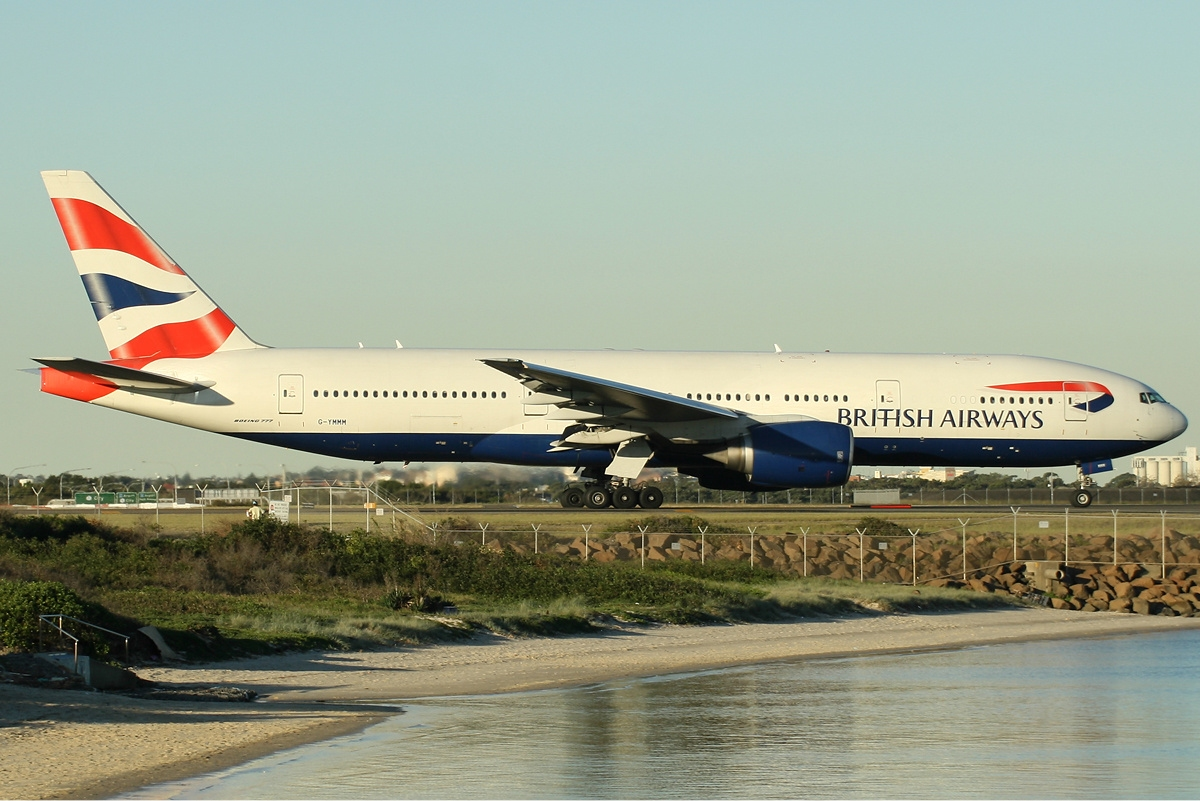
G-YMMM, chiếc Boeing 777-236ER liên quan, tại sân bay Sydney năm 2007

Chuyến bay 38 của British Airways (gọi ký Speedbird 38) là một chuyến bay theo lịch trình của British Airways từ Sân bay quốc tế Thủ đô Bắc Kinh đến Sân bay London Heathrow. Ngày 17 tháng 1 năm 2008, chiếc Boeing 777 được sử dụng cho các chuyến bay, đã hoàn thành 8.100 km (4.400 hải lý; 5.000 mi) chuyến đi, đã rơi khi hạ cánh hụt đường băng tại điểm đến của nó. Máy bay tiêp đất cách đường băng 280m và trượt cho đến gần đường băng
Không có trường hợp tử vong nhưng 47 người bị thương; một trường hợp nghiêm trọng. Máy bay 150 tấn là Boeing 777-200ER đầu tiên bị loại bỏ trong lịch sử của dòng máy bay này, và là sự cố mất thân tàu đầu tiên của dòng máy bay Boeing 777.
Trước khi hạ cánh,hai động cơ máy bay bị lỗi,khiến máy bay bị đột ngột giảm độ cao và rơi xuống.Máy bay bị văng xuống đường băng,hai phần đầu cánh và động cơ đều bị nứt và hư hoàn toàn.

Dữ liệu ghi âm từ trạm kiểm soát không lưu sân bay London Heathrow: https://www.youtube.com/watch?v=VhgS0Vuc0Ss
Video mô phỏng: 
- https://www.youtube.com/watch?v=O5ZnoTjCxUA
- https://www.youtube.com/watch?v=28d8jFZfK4g